# Prunus occidentalis
Prunus occidentalis, también conocido como cuajaní, almendrillo o almendrón es una árbol de la familia Rosaceae nativo de Puerto Rico y común en Cuba. Su área de distribución comprende el Caribe, América Central y el norte de Sudamérica.  